# Agta Record
Die Agta Record AG (eigene Schreibweise: agta record ag) mit Sitz in Fehraltorf ist ein börsennotierter Schweizer Hersteller von automatischen Türsystemen. Die in mehr als 50 Ländern vertretene Unternehmensgruppe entwickelt, produziert, vertreibt, installiert und wartet automatische Türanlagen. Dazu zählen automatische Schiebetüren in linearer und radialer Ausführung, Winkelschiebetüren, Falttüren, Drehflügeltürantriebe, automatische Türsysteme für Sicherheitsanforderungen, Sicherheitsschleusen, Brandschutztüren, Karusselltüren, aber auch Schnelllauftore sowie die entsprechende Sensorik.

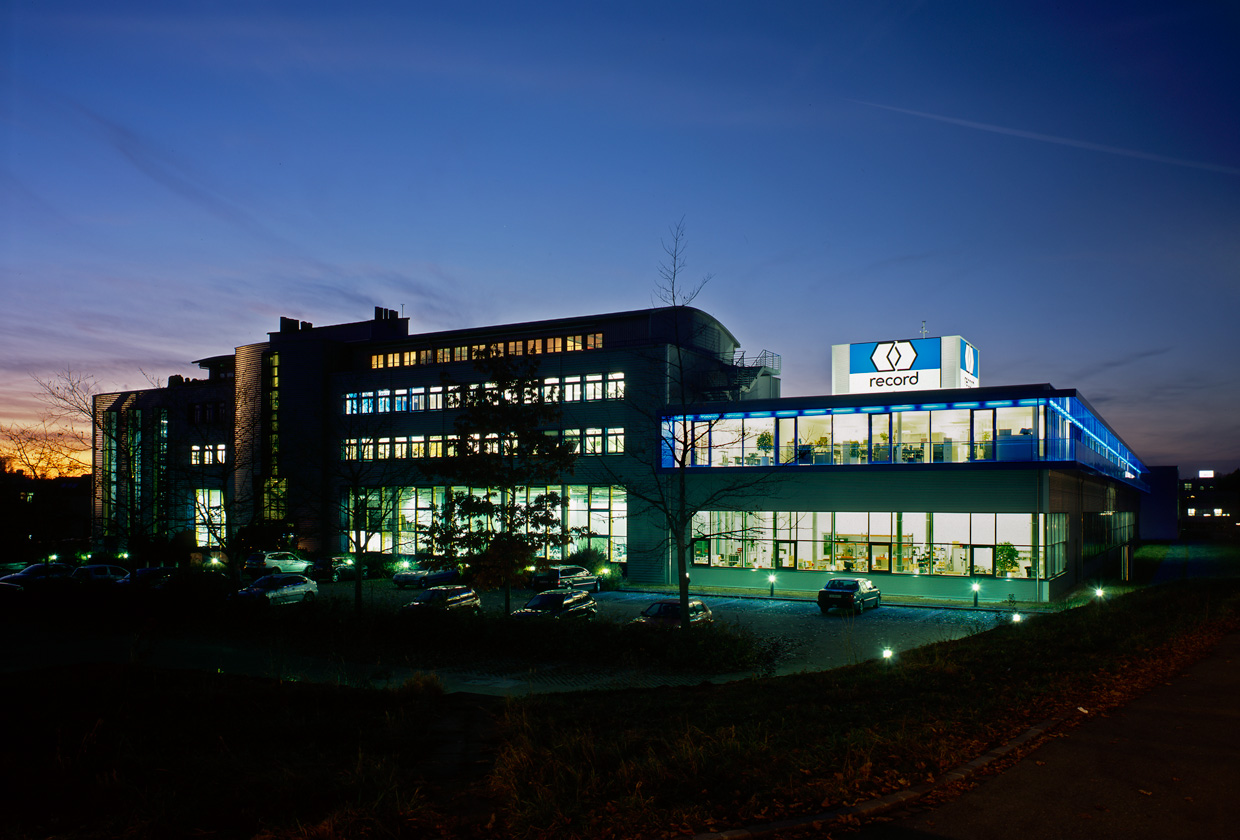
Hauptsitz der agta record ag in Fehraltorf, Schweiz

## Geschichte
Das Unternehmen wurde 1953 durch den Ingenieur Helmut Heinz Bunzl als Einzelfirma in Zürich-Oerlikon gegründet. Dieser entwickelte damals den ersten Antrieb für eine Drehflügeltür und 1958 die erste automatische Personen-Durchgangs-Schiebetür. In der Folge kamen etliche Türsysteme hinzu. 1967 wandelte Bunzl seine Firma in die Aktiengesellschaft für Türautomation um, woraus 1998 anlässlich des Börsengangs Agta Record wurde.
Das Unternehmen beschäftigt weltweit über 2600 Mitarbeiter und erwirtschaftete 2019 einen Umsatz von 305 Millionen Euro. Die Aktien von Agta Record sind an der Pariser Börse Euronext im Ausland-Segment kotiert. Die Nachkommen des Firmengründers besassen einen Firmenanteil von 36 Prozent, den sie 2019 an die schwedische Assa Abloy verkauften. Die Schweden waren bereits seit 2011 zu 39 Prozent an Agta Record beteiligt und besitzen nun die Aktienmehrheit.